# Blechnum brasiliense
Blechnum brasiliense là một loài thực vật có mạch trong họ Blechnaceae. Loài này được Desv. mô tả khoa học đầu tiên năm 1811.

## Hình ảnh

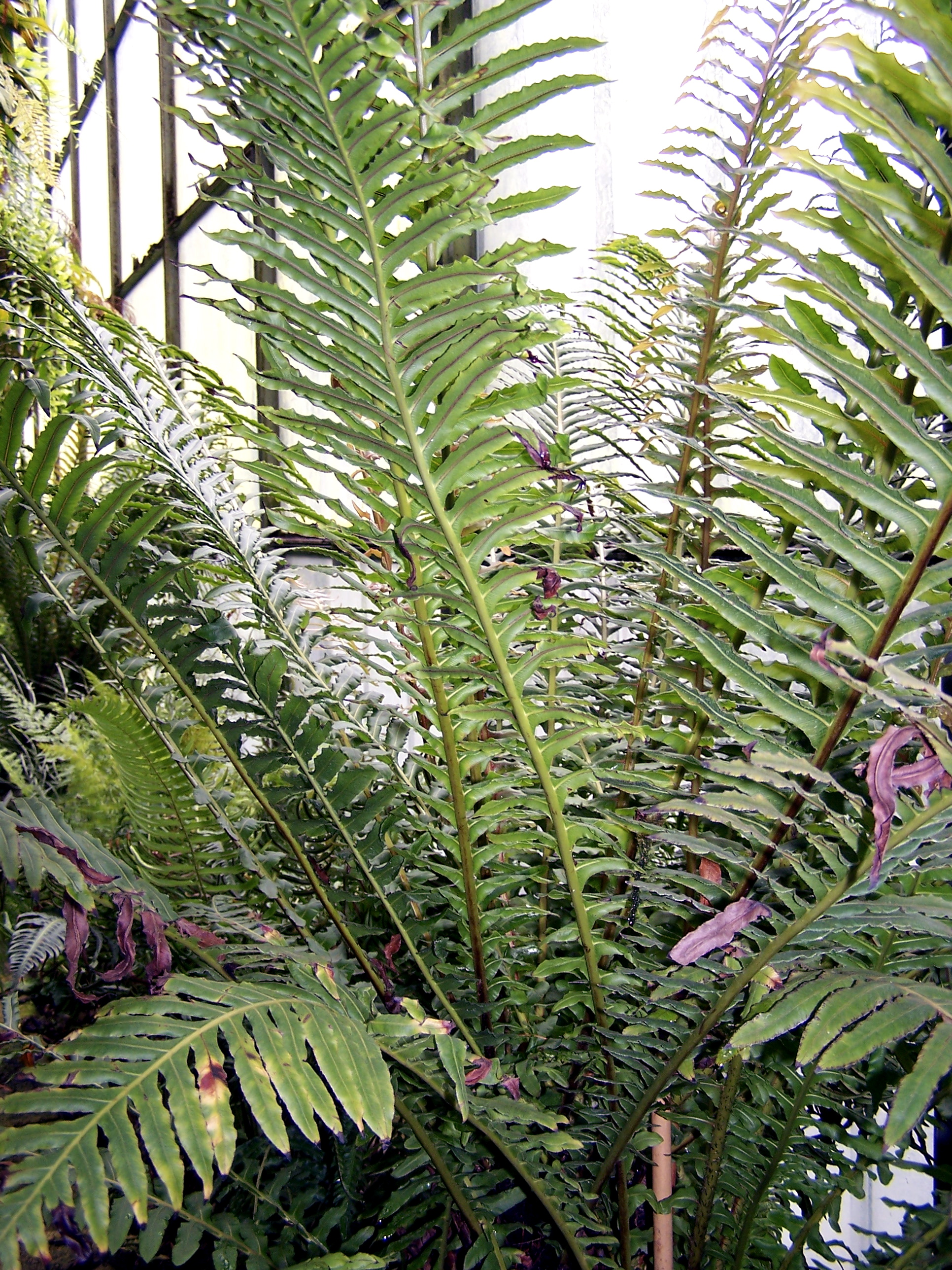
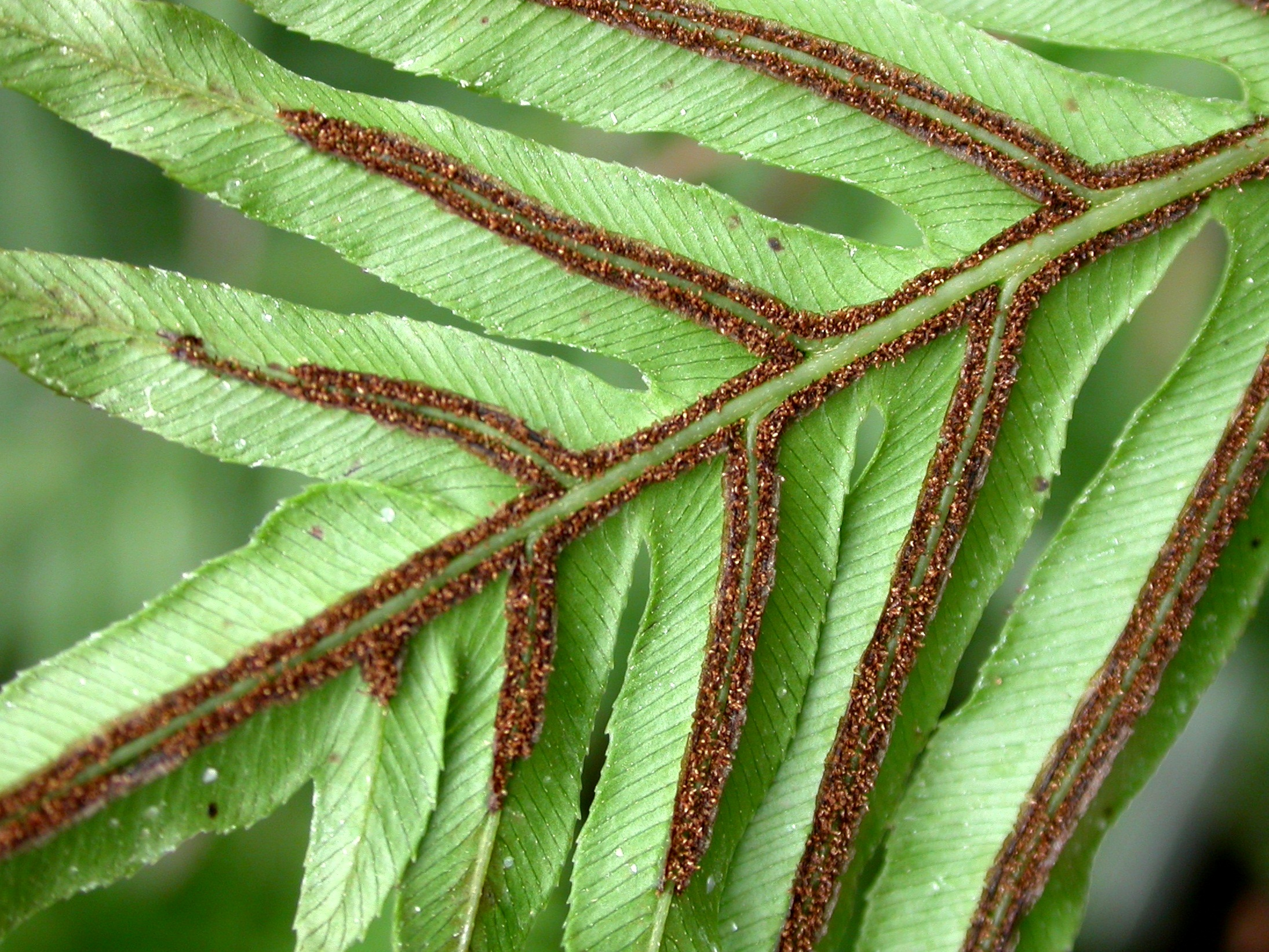
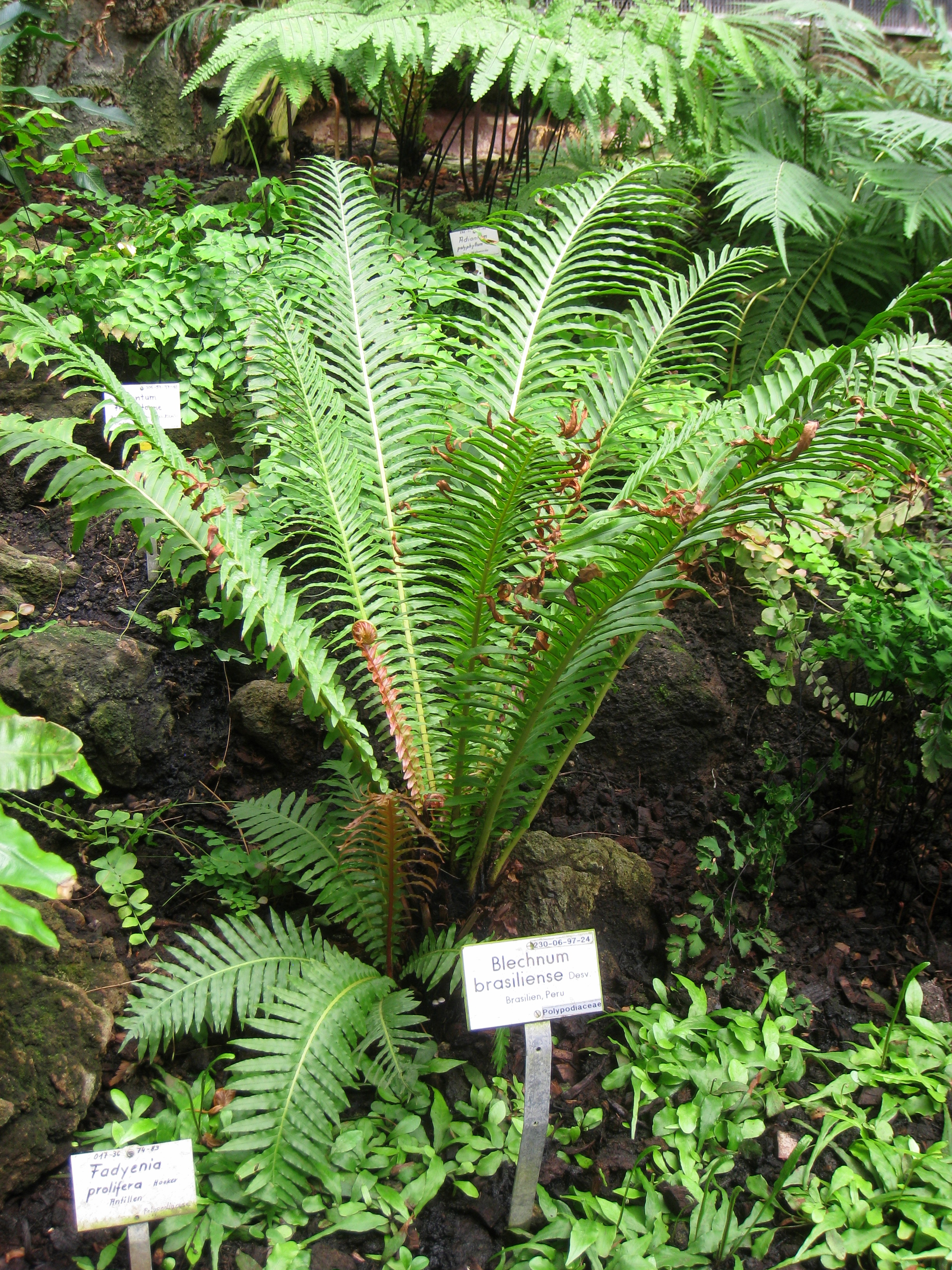
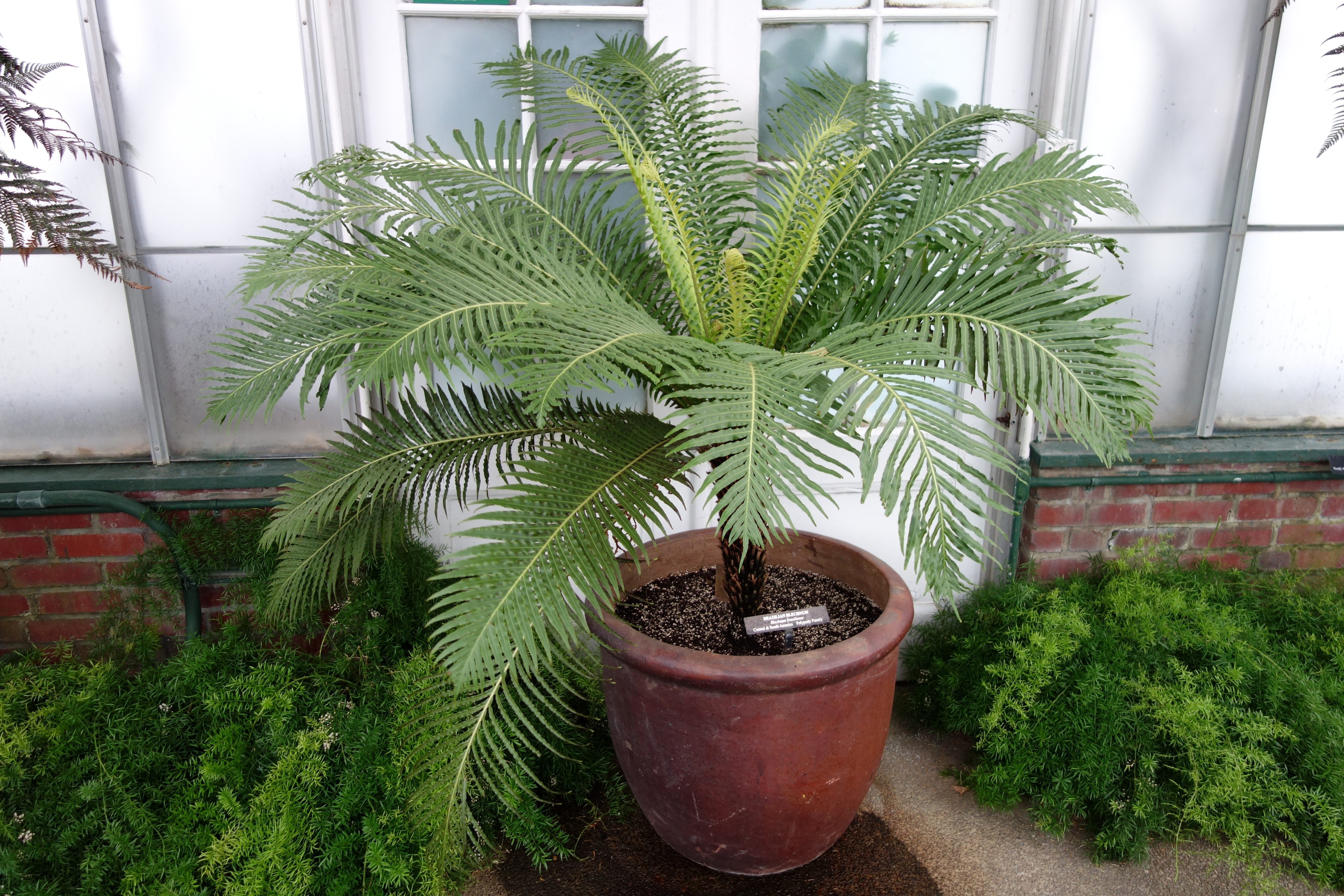